# Stillfriedové z Ratenic
Stillfriedové z Ratenic (německy Stillfried von Rattonitz, Stillfried von Rathenitz, nebo Stillfried-Rattonitz apod.) je jméno původně českého šlechtického rodu s rodovým sídlem Ratenicích u Kolína. Další rodové větve žily v Rakousku a ve Slezsku. I když později rodina žila převážně v Německu, v 18. až 20. století vlastnili také statky v Čechách a na Moravě. Jejich majetkem byl krátce zámek Červená Lhota, jedna rodová linie sídlila v 19. a 20. století na zámku ve Vizovicích.

## Historie rodu
Rodina Stillfriedů z Ratenic podle vlastní tradice měla původ již u českého knížete Stojmíra (Strojmíra, v němčině Stillfried) z rodu Přemyslovců, což však nelze doložit ani historicky dokázat. Jedná se proto spíše o rodinnou pověst, která měla rodu dodat větší vážnosti.
Rodová linie začíná v roce 1390 Janem z Ratenic a na Ratenicích (Johann von Ratienitz). Rod se usadil v Rakousku na řece Moravě, kde vlastnil zámek Stillfried. Ve 14. století jedna z větví rodu odešla do Slezska. 3. května 1472 jeho syn Georg Stilfrid de Ratienitz získal od vévody Jindřicha I. Minsterberského jako léno Novou Rudu v Kladském hrabství.
Dne 13. března 1662 byl Bernhard von Stillfried povýšen na svobodného pána v Českém království jako zemský správce Kladského hrabství.
Rod se pak rozdělil do několika větví. Rakouská baronská linie se následně psala jako Stillfried von Ratenicz resp. Stillfried von Rathenitz. Pruská linie Stillfried-Rattonitz se rozdělila do několika linií baronských a hraběcích.

## Rodový erb
Původní rodový erb tvoří šikmo půlený zlato-černý štít. Na přilbě s černozlatými přikryvadly je pět malých praporců s podobným zlato-černým vzorem, dva směřující vpravo a tři vlevo, na zlatých kopích s mezi dvěma buvolími rohy šikmo dělenými touž černou a zlatou barvou.

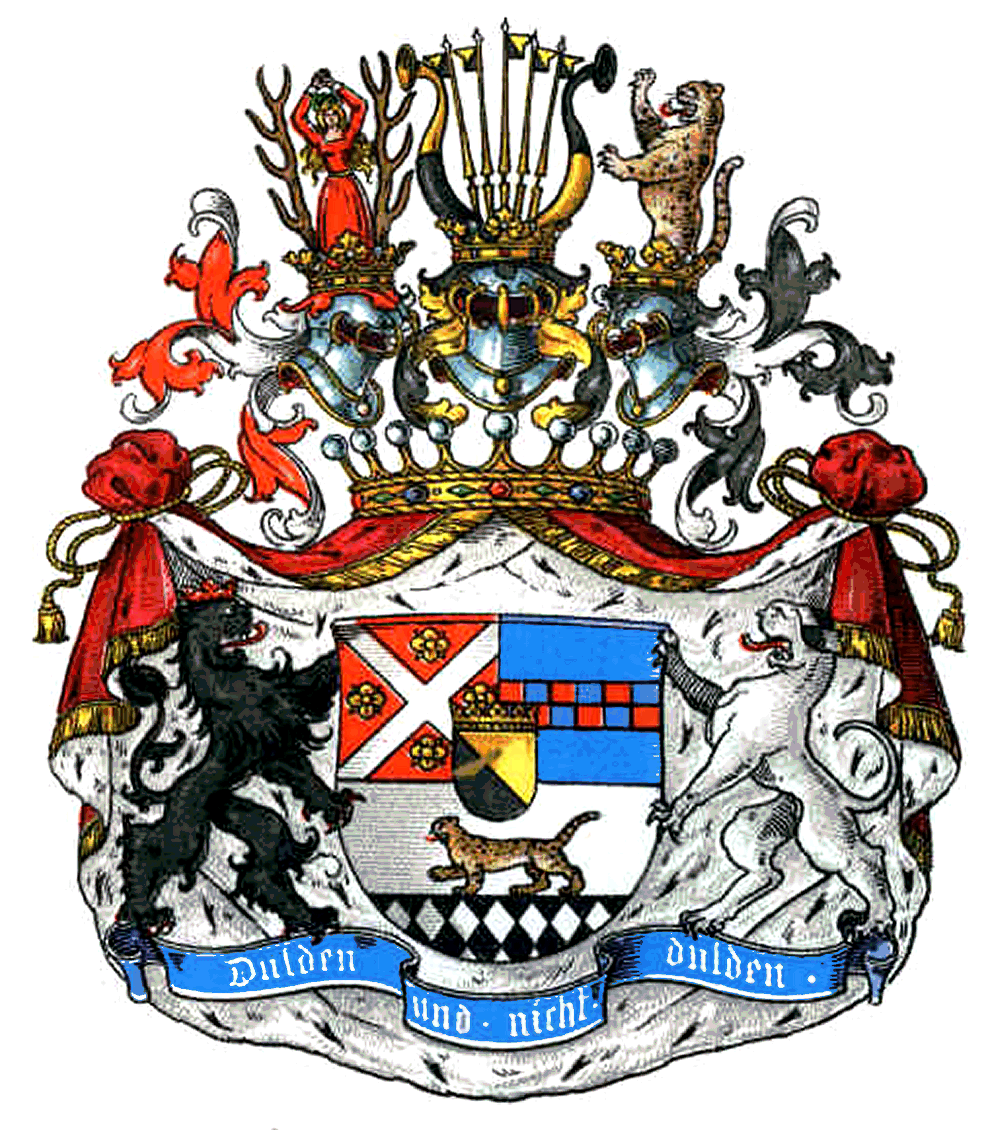
Hraběcí podoba erbu Stillfriedů z Ratenic
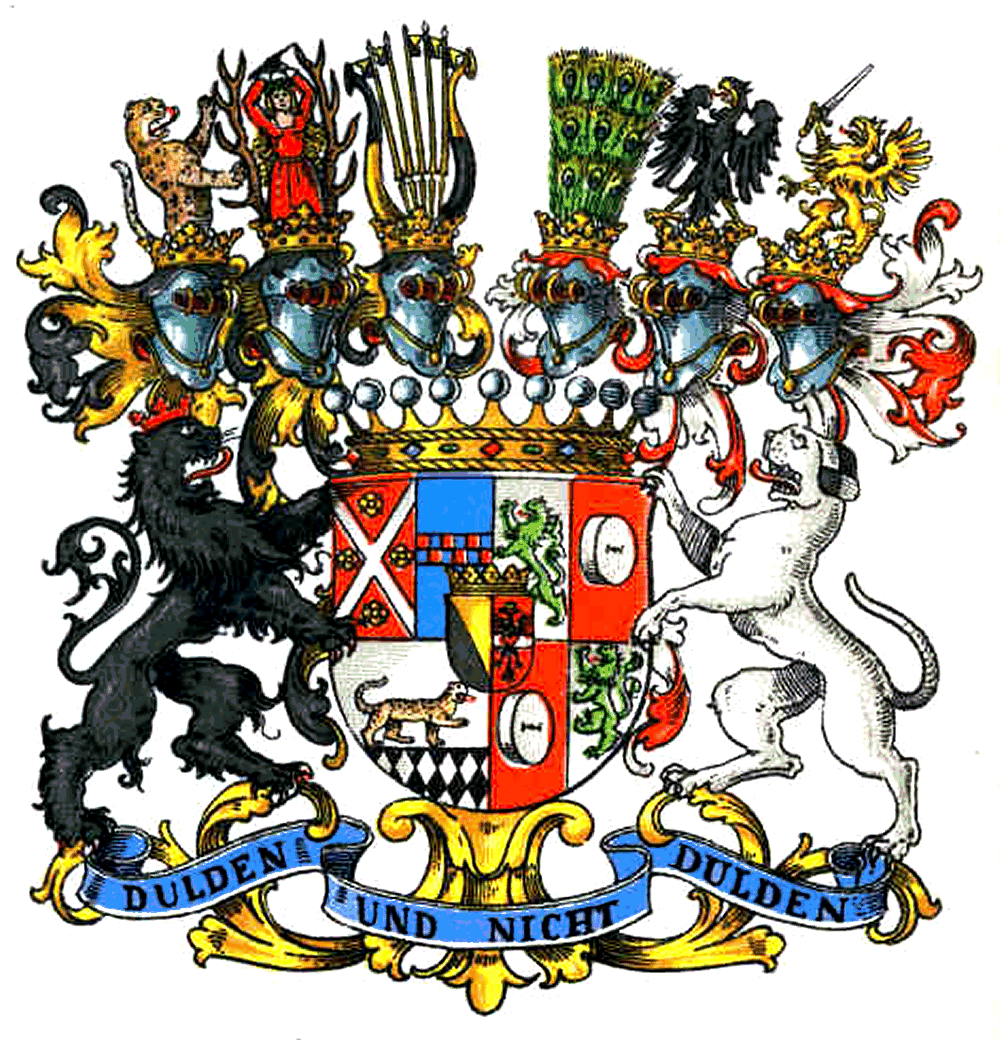
Erb hrabat Stillfried-Mettich

## Význační členové rodiny

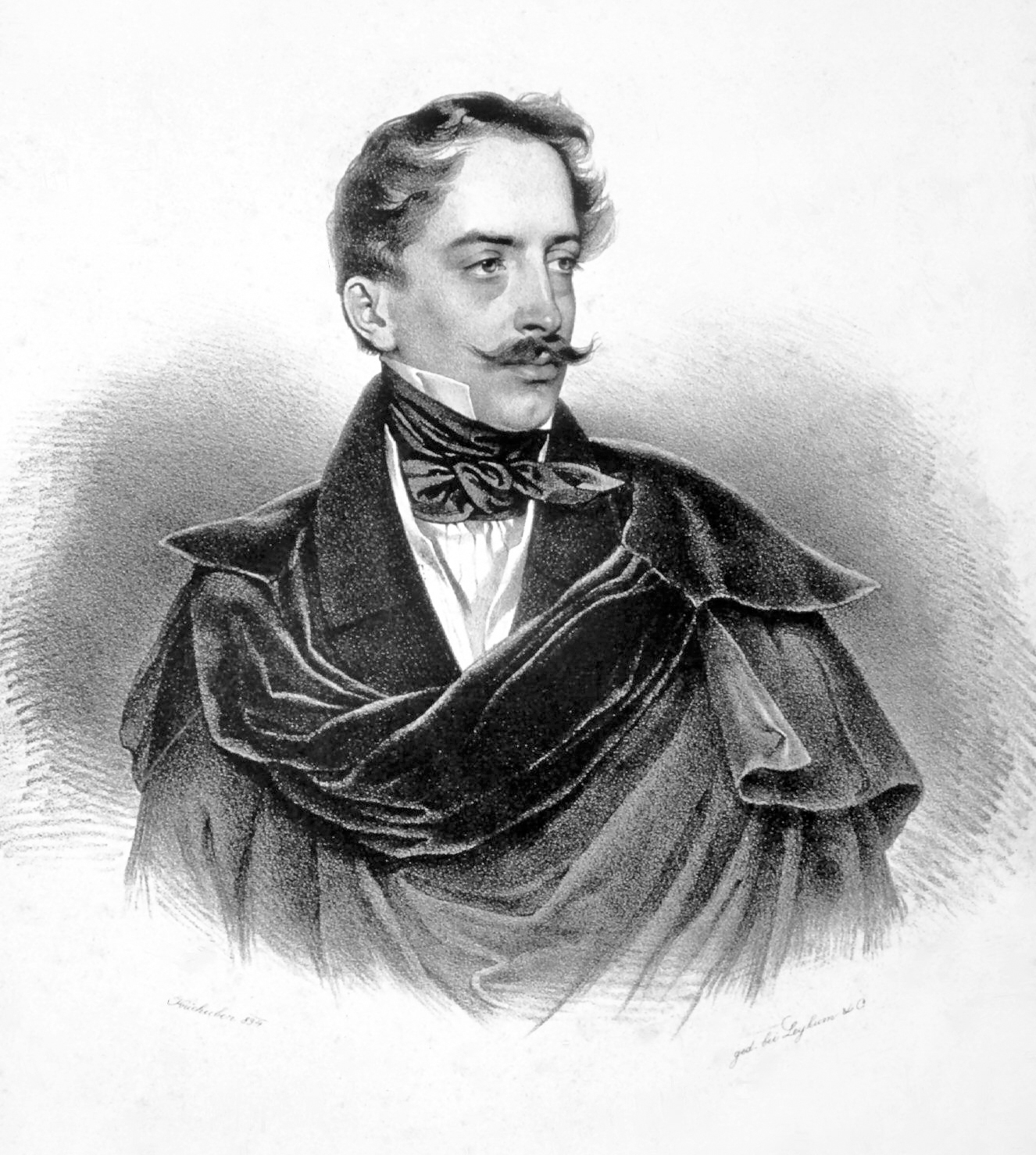
August von Stillfried-Ratenicz (1806–1897), litografie Josefa Kriehubera, 1834

- Ludwig von Stillfried und Rattonitz (1790–1865), pruský generálmajor
- Rudolf von Stillfried-Rattonitz (1804–1882), pruský historik a dvorní úředník. V roce 1858 byl v Portugalsku povýšen na granda prvního stupně s titulem hraběte z Alcantary, a v roce 1861 do hraběcího stavu v Prusku.
- August von Stillfried-Ratenicz (1806–1897), rakouský polní podmaršál
- Filip František von Stillfried-Ratenicz (1808–1887), poslanec Moravského zemského sněmu, majitel velkostatku Vizovice
- Raimund von Stillfried-Ratenicz (1839–1911), rakouský důstojník, malíř a fotograf
- Rudolf von Stillfried-Ratenicz (1849–1921), poslanec Moravského zemského sněmu, majitel velkostatku Vizovice
- Georg von Stillfried z Ratenic (1867–1941), německý generálmajor, velitel Erfurtu
- Waldemar von Stillfried z Ratenic (1877–1960), německý generálmajor
- Alfons von Stillfried-Rathenitz (1887–1974), rakouský důstojník, bojovník proti nacismu a publicista
- Janet von Stillfried (* 1962), německá historička a spisovatelka
- Georg Stillfried (* 1963), rakouský diplomat

## Stillfriedové v Čechách a na Moravě
Během 18. až 20. století vlastnili Stillfriedové statky také v Čechách a na Moravě. František Ignác Stillfried (1734–1805) koupil za 202 000 zlatých v roce 1794 od rodu Gudenusů panství Červená Lhota s městem Deštná. František Ignác se usídlil na zámku Červená Lhota, kam ze Slezska také přivedl hudebního skladatele Karla Ditterse z Dittersdorfu. Působení rodiny Stillfriedů v jižních Čechách připomínal název vesnice Stillfriesdorf, do roku 1948 Štilfrýdov, dnes Lipovka (Deštná). Dědicem Červené Lhoty se stal syn Mořic, který v roce 1823 prodal panství bohaté podnikatelské rodině Veithů.

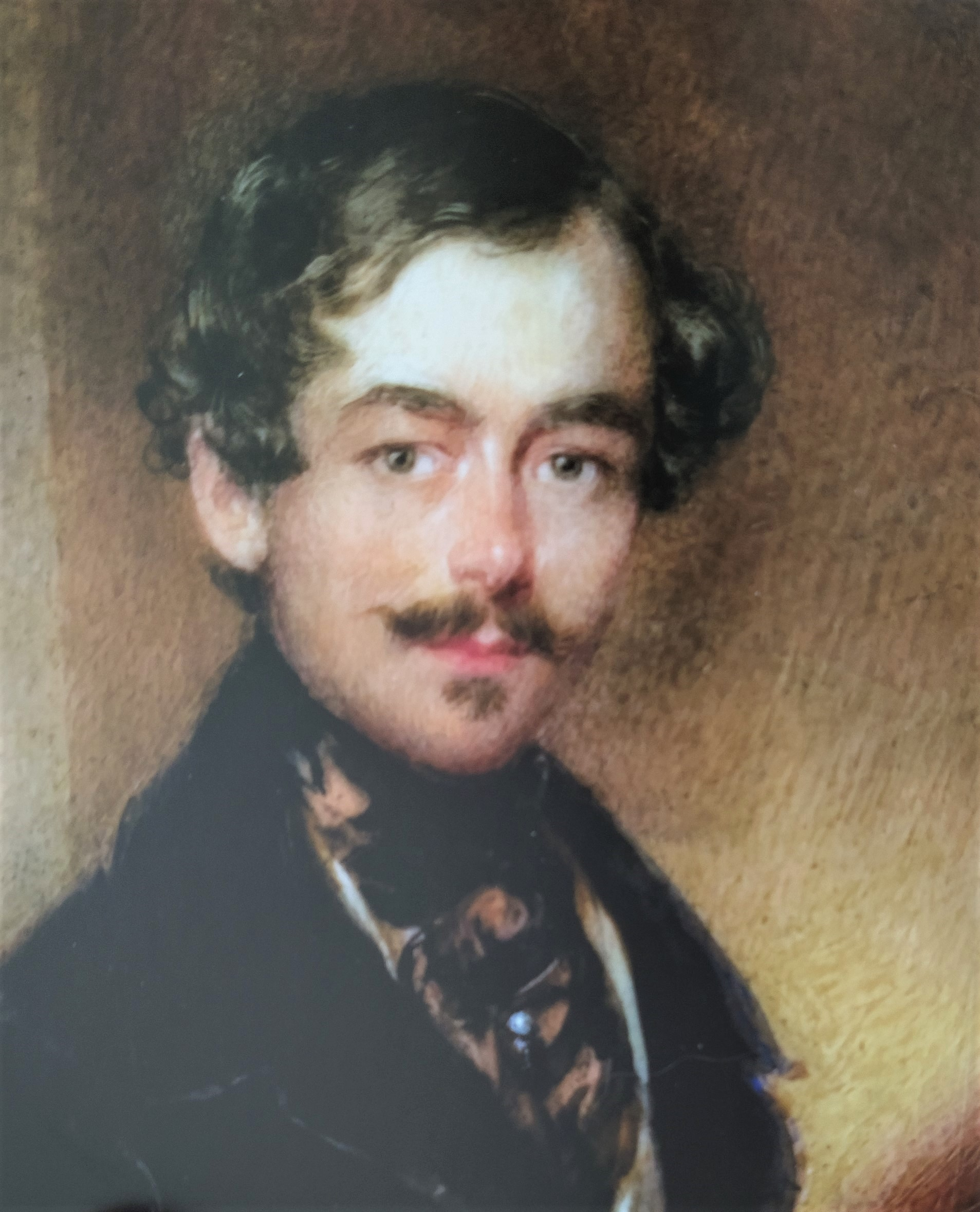
Baron Filip Stillfried (1808–1887), poslanec Moravského zemského sněmu, majitel velkostatku Vizovice

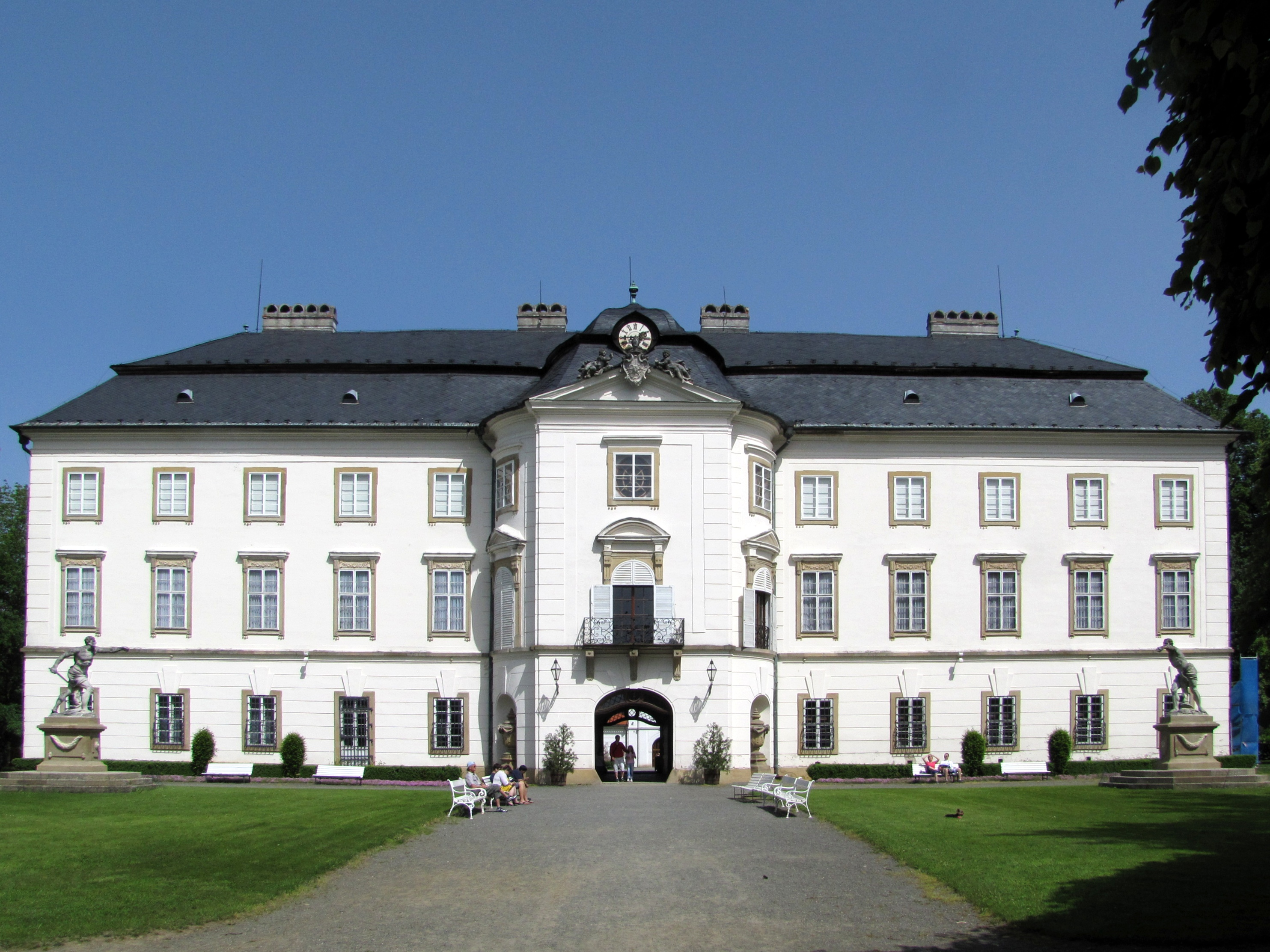
Zámek Vizovice, sídlo Stillfriedů v 19. a 20. století

Starší bratr Františka Ignáce Emanuel Stillfried (1725–1794) působil ve státních službách a byl ředitelem Tereziánské akademie ve Vídni. Prostřednictvím své manželky Antonie Oktavie ze Žerotína získal na severní Moravě panství Třemešek, kde se později trvale usadil a věnoval se správě hospodářství. Syn Rüdiger (1764–1833) prodal Třemešek v roce 1814 bohaté podnikatelské rodině Terschů ze Šumperka. Rüdiger měl ze tří manželství početné potomstvo, z nějž vynikl syn August Vilém (1806–1897), který sloužil v rakouské armádě a dosáhl hodnosti c. k. polního podmaršála Jeho mladší bratr Filip (1808–1887) jako dědic vymřelého rodu Blümegenů mladém věku získal panství Vizovice, kde se později trvale usadil. Sňatkem s hraběnkou Hermínou Batthyányovou (1815–1883) získal vlivné vazby na uherskou šlechtu a byl poslancem Moravského zemského sněmu. Aktivním účastníkem veřejného života na Moravě byl i jejich jediný syn Rudolf (1849–1921), který byl taktéž poslancem Moravského zemského sněmu. Zemřel bez mužského potomstva, dědičkou velkostaku Vizovice byla dcera Marietta (1890–168), provdaná hraběnka Boos-Waldecková.